# A Moon Shaped Pool
A Moon Shaped Pool és el novè àlbum d'estudi de la banda anglesa de rock Radiohead, produït per Nigel Godrich. Fou publicat digitalment el 8 de maig de 2016, introduït pels senzills «Burn the Witch» i «Daydreaming» pocs dies abans. En format físic fou publicat el 17 de juny de 2016 a través de XL Recordings i el setembre una edició especial amb imatges inèdites i dues cançons addicionals.
Aquest treball inclou diverses cançons escrites amb anterioritat com per exemple «True Love Waits» (1995) i «Burn the Witch» (2000). Algunes cançons presenten seccions de corda i veus corals arranjades pel guitarrista de Radiohead, Jonny Greenwood, i interpretades per la London Contemporary Orchestra.

## Producció
Durant la gira internacional de promoció de l'àlbum The King of Limbs (2011), Radiohead va interpretar diversos temes nous, alguns dels quals serien inclosos en el nou treball, i van aprofitar la gira pels Estats Units per enregistrar-ne alguns d'aquest. Acabada la gira, la banda es va prendre uns mesos de desconnexió que van aprofitar els membres de la banda per realitzar altres projectes paral·lels. Per exemple, Thom Yorke i Nigel Godrich van llançar un nou treball (Amok) per la seva banda Atoms for Peace, el mateix Yorke i Phil Selway van presentar els respectius treballs en solitari, i Jonny Greenwood va realitzar la seva tercera banda sonora pel director Paul Thomas Anderson per la pel·lícula Inherent Vice (2014).
Radiohead i Godrich van començar a treballar en el nou àlbum al setembre de 2014, però la banda es va prendre el procés amb molta calma i es van prolongar fins a les festes nadalenques del mateix any. Llavors van reprendre les sessions d'enregistrament al març a Saint-Rémy-de-Provence (França). Per diferenciar-se de The King of Limbs, en el qual van utilitzar software escrit per Greenwood, en aquesta ocasió van optar per un sistema d'enregistrament multipista analògic en cinta magnètica. Posteriorment van realitzar edició digital mitjançant Max en algunes de les cançons a càrrec de Greenwood. Van comptar amb el compositor Robert Ziegler per l'enregistrament d'orquestra de corda, que finalment van dur a terme la London Contemporary Orchestra amb Hugh Brunt com a director. Greenwood ja havia treballat amb aquesta orquestra per la banda sonora de la pel·lícula The Master (2012).
Aquest treball es pot descriure com un àlbum d'art rock, que combina elements electrònics com caixes de ritmes i sintetitzadors amb elements acústics com guitarra, piano i arranjaments de corda i corals. La majoria de lletres estan dedicades a l'amor, el perdó o el penediment, i coincideixen amb la separació de Yorke de la seva parella, Rachel Owen, amb la qual portava gairebé 25 anys de relació. Les cançons estan ordenades de forma alfabètica tot i que l'únic motiu és que funcionava bé en aquest ordre.
El material gràfic de l'àlbum fou creat novament pel mateix Yorke junt a Stanley Donwood, qui porta treballant amb Radiohead des de 1995. Donwood va treballar des d'un magatzem situat prop dels estudis on la banda enregistrava les cançons i amb altaveus connectats a l'estudi de gravació, d'aquesta forma va poder treballar amb la influència directa de la música de l'àlbum. Va experimentar amb el temps deixant llenços a l'exterior perquè els elements meteorològics afectessin les pintures. Llavors va continuar treballant en aquest procés de desgast per efecte de la climatologia a Oxfordshire durant l'aturada que va fer la banda durant l'hivern. Posteriorment va fotografiar els diversos treballs i els van editar amb Yorke mitjançant Photoshop.

## Publicació i recepció
L'àlbum es va publicar el 8 de maig de 2016 per diversos canals de distribució, el lloc web oficial de Radiohead, botigues musicals virtuals com iTunes Store, Amazon Music, Google Play Music, Groove Music i Tidal. Un mes després també estigué disponible a Spotify per servei de streaming.
A Moon Shaped Pool va debutar directament al número 1 de l'UK Albums Chart, esdevenint així el sisè àlbum de Radiohead que arribava al número 1 de la llista britànica. També va arribar encapçalar la llista d'àlbums en altres països com Irlanda, Noruega o Suïssa, i en molts altres va entrar al Top 10.
Al setembre de 2016 van editar una edició especial de l'àlbum disponible el seu lloc oficial. Aquesta edició contenia l'àlbum en CD, dos discs de vinil de 12 polzades i un CD addicional amb dues cançons extres: «Ill Wind» i «Spectre».
A diferència de les pràctiques habituals de la indústria discogràfica, Radiohead no va realitzar ni entrevistes ni gires prèviament al llançament de l'àlbum. Tot just una setmana abans de la seva publicació, els seguidors que havien reservat aquest treball van començar a rebre cartes estampades amb les lletres del primer senzill «Burn the Witch». A continuació, Radiohead va eliminar tot el contingut del seu lloc web oficial i dels seus perfils de xarxes socials, i el van substituir per imatges en blanc. En la publicació del primer senzill el 3 de maig de 2016, el van acompanyar d'un videoclip d'animació stop-motion amb l'argument de la pel·lícula de terror The Wicker Man (1973). El dia 6 el va seguir el segon senzill, «Daydreaming» acompanyat d'un videoclip dirigit per Paul Thomas Anderson, que també fou projectat en determinats cinemes en format 35 mm. Ja aquest dia van anunciar definitivament el llançament de l'àlbum per la següent setmana (8 de maig) tot i que no el seu títol.
Radiohead va iniciar una gira internacional al maig de 2016 que va finalitzar a l'octubre del mateix any amb la col·laboració novament del bateria Clive Deamer. Entre març i abril de 2017 van realitzar una petita gira d'un mes pels Estats Units, i van fer el mateix a Europa entre juny i juliol, bàsicament per festivals musicals.
La rebuda per part dels mitjans musicals fou un clamor gairebé unànime, un treball digne de la seva trajectòria i un dels millors àlbums de rock de les darreres dècades. Es destaca com el millor treball de Radiohead des de l'obra mestra Kid A (2000). Es va destacar com la música desprenia els efectes devastadors de la separació de Yorke, l'impacte del trauma, una mena d'accident de trànsit de l'ànima.
L'àlbum fou nominat a diversos premis com el Mercury Prize o el Grammy, també el de millor cançó rock ("Burn the Witch"). Diverses publicacions el van incloure en les respectives llistes de millors àlbums de l'any 2016.

## Llista de cançons
Totes les cançons foren escrites i compostes per Radiohead. 
| Núm.          | Títol                                                             | Durada |
| ------------- | ----------------------------------------------------------------- | ------ |
| 1.            | «Burn the Witch»                                                  | 3:40   |
| 2.            | «Daydreaming»                                                     | 6:24   |
| 3.            | «Decks Dark»                                                      | 4:41   |
| 4.            | «Desert Island Disk»                                              | 3:44   |
| 5.            | «Ful Stop»                                                        | 6:07   |
| 6.            | «Glass Eyes»                                                      | 2:52   |
| 7.            | «Identikit»                                                       | 4:26   |
| 8.            | «The Numbers»                                                     | 5:45   |
| 9.            | «Present Tense»                                                   | 5:06   |
| 10.           | «Tinker Tailor Soldier Sailor Rich Man Poor Man Beggar Man Thief» | 5:03   |
| 11.           | «True Love Waits»                                                 | 4:43   |
| Durada total: | Durada total:                                                     | 52:31  |

| 1. | «Ill Wind» | 4:16 |
| 2. | «Spectre»  | 3:19 |

## Crèdits
Radiohead
- Colin Greenwood
- Jonny Greenwood
- Ed O'Brien
- Philip Selway
- Thom Yorke

Músics addicionals
- Hugh Brunt – director d'orquestra
- Clive Deamer – bateria addicionalt a "Ful Stop"
- London Contemporary Orchestra and Choir – corda, cor

Producció
- Nigel Godrich – producció, mescles, enginyeria
- Maxime LeGuil – ajudant d'enginyeria
- Sam Petts-Davies – enginyeria
- Bob Ludwig – masterització
- Stanley Donwood
- Thom Yorke